# Kalitapen (Tapen)
Kalitapen is een bestuurslaag in het regentschap Bondowoso van de provincie Oost-Java, Indonesië. Kalitapen telt 3770 inwoners (volkstelling 2010).